# H3h3
h3h3, ook h3 en  H3 genoemd, is het Amerikaanse YouTube-echtpaar Ethan Klein en Hila Klein-Hakmon, met de kanalen h3h3Productions (sinds 2011), Ethan and Hila (sinds 2014), H3 Podcast (sinds april 2017) en H3 Podcast Highlights (sinds september 2017).
Hila is van oorsprong Israëlisch en heeft sinds 2019 de Amerikaanse nationaliteit. Ze hebben een zoon, geboren in 2019.
De inhoud bestaat voornamelijk uit reactievideo's en komische en satirische video's over aspecten van de internetcultuur. 
Bij de videopodcast worden gasten fysiek of via een videoverbinding ontvangen. Er zijn enkele medewerkers die voor de techniek zorgen, maar ook hun kennis en mening delen en snel informatie opzoeken. Gasten zijn onder meer geweest Post Malone, Jordan Peterson, Andrew Yang, PewDiePie, Steve-O, Keemstar, Papa John (oprichter en voormalig bestuurder van de gelijknamige pizza-keten) en de broers Moe en Ethan Bradberry (met Moe gekleed als Elsa van Frozen). Ook worden soms youtubers besproken zonder ze te ontvangen. Verder zijn er soms discussies tussen Ethan en Hila, waarin bijvoorbeeld Hila Ethan halfserieus terechtwijst over zijn overgewicht en te veel eten, en als hij dan op dieet gaat, over de halfslachtigheid daarvan. 
In de podcast is twee keer The BacH3lor (een versie van The Bachelor) geweest, maar beide keren is deze afgebroken doordat een relatie ontstond buiten de kaders van het programma, tot ergernis van Ethan, en teleurstelling van de kandidaten. De eerste keer was medewerker Ian de bacH3lor, de tweede keer was youtuber Trisha Paytas de bacH3lorette; zij kreeg een relatie met Hila's oudere broer Moses.